# Крч-Босилєвський
45°24′ пн. ш. 15°16′ сх. д. / 45.40° пн. ш. 15.27° сх. д.
Крч-Босилєвський (хорв. Krč Bosiljevski) — населений пункт у Хорватії, у Карловацькій жупанії у складі громади Босилєво.

## Населення
Населення за даними перепису 2011 року становило 27 осіб.
Динаміка чисельності населення поселення: